# Жанну
Жанну́, Кумбхакарна (Лимбу: Phoktanglungma) — вершина в Гималаях, расположенная к западу от восьмитысячника Канченджанга. При высоте в 7710 метров занимает 32-е место в списке высочайших вершин мира. Привлекает внимание альпинистов как одна из наиболее красивых и трудных вершин Гималаев.

## Первое восхождение
Первое восхождение на вершину 28 апреля 1962 года совершили французские альпинисты Робер Параго, Поль Келлар, Рене Демезон и шерпа Гуалзен Митчу. 29 апреля на вершину взошли Жан Равье, Лионель Террай и шерпа Вангди. Они проложили маршрут по леднику Йаматари с юга от горы, через плато, называемое Трон (Thron).

## Маршруты с севера
С севера склоны вершины представляют собой трёхкилометровые стены, очень трудные для прохождения. В течение определённого времени эта стена представляла главную проблему для альпинистов всего мира.
Первыми с этой стороны взошли японцы в 1976 году по северо-западной стене. Их маршрут начинался в левой части стены и затем выходил на восточный гребень в обход центральной части стены.
В 1989 году альпинист из Словении Томо Чесен совершил соло восхождение по левой части стены, однако существуют некоторые сомнения относительно его восхождения.
В 2004 году российскими альпинистами был пройден труднейший маршрут на вершину Жанну по центру северной стены. Экспедицией руководил Александр Одинцов (Санкт-Петербург). Маршрут прошли и вышли на вершину:
26 мая 2004 года Александр Ручкин (Санкт-Петербург) и Дмитрий Павленко (Москва)
28 мая 2004 года Сергей Борисов (Екатеринбург), Геннадий Кириевский (Магнитогорск) и Николай Тотмянин (Санкт-Петербург)
Успех экспедиции был обеспечен многими другими участниками экспедиций 2003 и 2004 года, которым по разным причинам не удалось пройти маршрут полностью. Данное восхождение было отмечено как лучшее восхождение года наградой Золотой ледоруб.
В 2007 году в альпийском стиле с 14 по 21 октября двое российских альпинистов: Валерий Бабанов и Сергей Кофанов, прошли очень сложный маршрут на Жанну по северо-западному ребру.

## Галерея

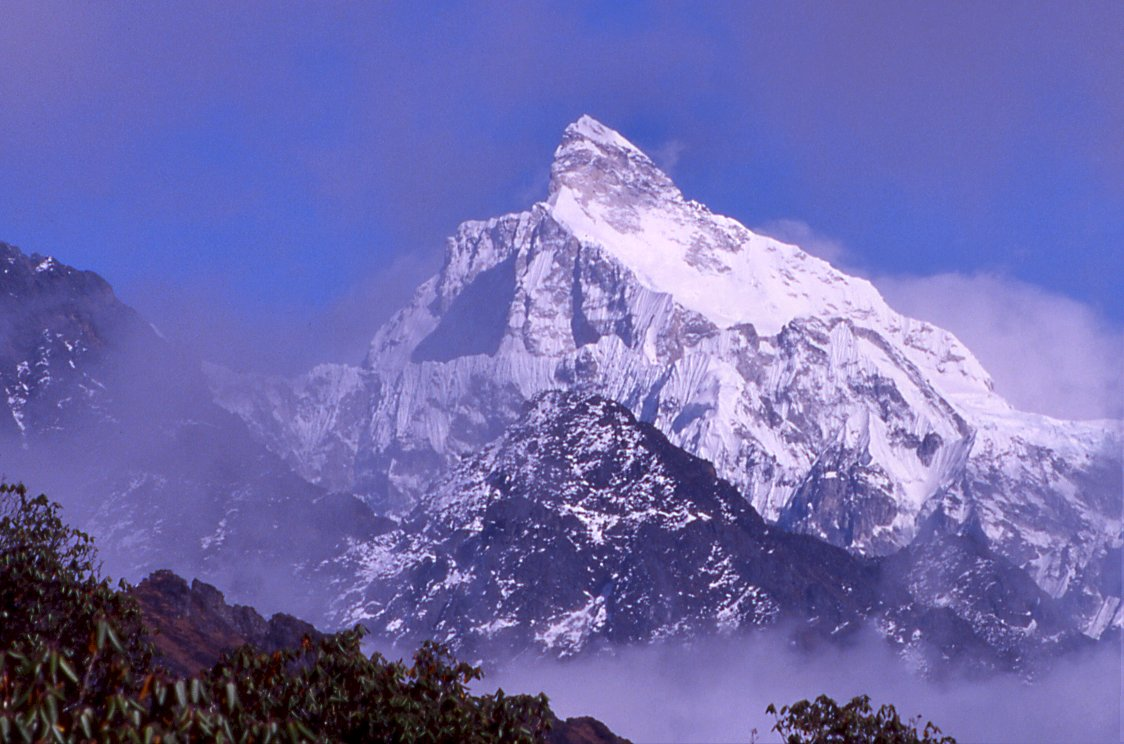
Жанну с запада
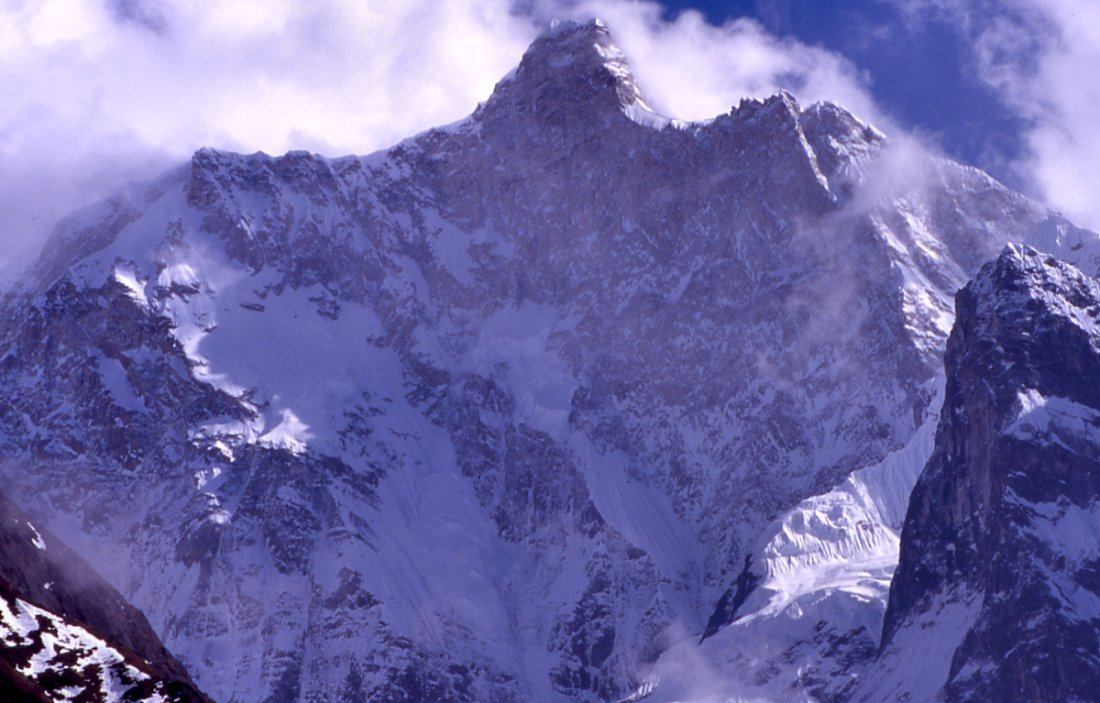
Северная стена Жанну